# Tagawa
Tagawa (jap. 田川市, Tagawa-shi) ist eine Stadt in der Präfektur Fukuoka in Japan. Tagawa-shi wurde am 3. November 1943 aus dem Tagawa-gun ausgegründet. Dieser erlangte in der Meiji-Zeit (1868–1912) Bekanntheit durch die Steinkohleförderung. Auch nach der Stilllegung der letzten Zeche im Jahr 1970 wird die Stadtplanung bis heute vom Zeitalter des Bergbaus beeinflusst.

## Geografie
Tagawa liegt südlich von Kitakyūshū und östlich von Fukuoka. Die Stadt gehört zur Präfekturregion Chikuhō. Durch Tagawa fließen der Fluss Hiko-san, welcher in der Stadt Nōgata in den Onga-Fluss mündet
sowie die Flüsse Chūganji und Kibe.

## Klima
Tagawa befindet sich in der warmgemäßigten Klimazone. Die durchschnittliche Jahrestemperatur beträgt 15–16 °C und der durchschnittliche Jahresniederschlag liegt bei 1700 mm, was als niederschlagsarm gilt. Wärmster Monat ist der August mit Höchsttemperaturen von 31 °C. Kühlster Monat ist der Januar mit Tiefsttemperaturen von 2 °C.

## Geschichte
Die Geschichte von Tagawa ist geprägt vom industriellen Kohlebergbau während der Meiji-Zeit (1868–1912). Unbestätigten Überlieferungen zufolge war das Wissen um die Steinkohlevorkommen in der Region schon während der Bunmei-Zeit (1469–1487) vorhanden. Allerdings fand erst ab der Edo-Zeit (1603–1868) ein nachweislicher Abbau statt. Mit Beginn der Industrialisierung während der Meiji-Zeit kam es zu einem starken Anstieg in der Nachfrage von Kohle. Die Region Chikuhō, in der Tagawa sich befindet, wurde in dieser Epoche innerhalb kurzer Zeit zur Region mit der landesweit höchsten Fördermenge an Kohle. Die bis dahin vom Reisanbau geprägte Region entwickelte durch den Bergbau und die damit verbundene Zuwanderung von Arbeitskräften aus anderen Landesteilen zum ersten Mal eine städtische Struktur. Im Jahr 1900 wurde das „Mitsui Bergwerk“ gegründet und im Jahr 1918 in „Mitsui Tagawa Zeche“ umbenannt. Das Kohlebergwerk beschäftigte zu der Zeit über 17.000 Angestellte und war damit eines der größten Bergwerke in Chikuhō. Auch der Kohleabbau in Tagawa konzentrierte sich auf diese Zeche. Am 3. November 1943 wurde die Stadt Tagawa durch den Zusammenschluss der Städte Ita und Gotōji offiziell gegründet. Zu der Zeit hatte sie über 73.000 Einwohner. Durch die Eingemeindung des Dorfes Iikane im Jahr 1955 vergrößerte sich die Einwohnerzahl auf über 100.000, was sie zu einer Kernstadt der Region Chikuhō machte. Durch den Umstieg von Kohle auf Erdöl als primäre Energiequelle in Japan ab Mitte der 1950er Jahre sank die Nachfrage an Kohle. Infolgedessen wurde die Mitsui Tagawa Zeche im Jahr 1964 geschlossen. 1970 wurde das letzte Bergwerk in Tagawa stillgelegt. Mit der Schließung der Zechen kam es zu einem Anstieg der Arbeitslosigkeit, worauf eine Abwanderung von Einwohnern folgte. Im Jahr 2020 betrug die Einwohnerzahl 47.006, verteilt auf 24,257 Haushalte (Stand Juni 2020). Die Stadtplanung konzentriert sich heute auf das Bewahren des Erbes aus der Zeit des Bergbaus. 1983 eröffnete das Bergwerkarchiv Tagawa (heute: Historisches Bergbaumuseum Tagawa), welches Geräte und Maschinen der ehemaligen Zeche ausstellt sowie die Bergbau-Zeichnungen des lokalen Künstlers Sakubei Yamamoto archiviert. Darüber hinaus verfolgt Tagawa eine Politik zur Förderung des Behindertensports. Dazu beteiligt sich die Stadt an der „Host Town Initiative“ und ist seit 2016 als paralympische „Host Town“ registriert. Im Jahr 2018 hat Tagawa ein Abkommen mit dem Fachbereich Rollstuhlfechten im Deutschen Rollstuhl-Sportverband (DRS) getroffen. Gegenstand des Abkommens ist die Ausrichtung von Trainingslagern in Tagawa für die Paralympischen Sommerspiele 2020 in Tokio. Im September 2019 wurde ein weiteres Abkommen mit demselben Ziel mit dem Paralympischen Komitee von Belarus geschlossen.

## Politik
Sie Stadt Tagawa liegt zusammen mit dem Landkreis Tagawa, Buzen, Yukuhashi, Miyako und Chikujō in dem etwa 260.000 Einwohner umfassenden Wahlkreis 11 der Präfektur Fukuoka.

## Kultur und Sehenswürdigkeiten

### Museen
Im Jahr 1983 wurde das "Bergwerkarchiv Tagawa" eröffnet und im Jahr 2005 in "Historisches Bergbaumuseum Tagawa" umbenannt. Das Museum stellt anhand verschiedener Geräte und Maschinen sowie Nachbauten des Stolleninneren die Geschichte des Kohleabbaus in Tagawa dar. Dabei geht es auch auf die gesellschaftlichen Verhältnisse der damaligen Zeit ein. Des Weiteren beherbergt es einen großen Teil des Nachlasses des lokalen Künstlers Sakubei Yamamoto, welcher mithilfe von Tuschezeichnungen seine Erfahrungen als Bergarbeiter künstlerisch festhielt. Die "Sakubei Yamamoto Sammlung" wurde 2011 als erster Beitrag aus Japan in das UNESCO-Weltdokumentenerbe aufgenommen.
Das städtische "Kunstmuseum Tagawa" wurde 1991 eröffnet. Außerdem gibt es seit dem Jahr 2005 die private "Tokopola-Galerie" und seit 2008 das "Nakamura Kunstmuseum".

### Sehenswürdigkeiten

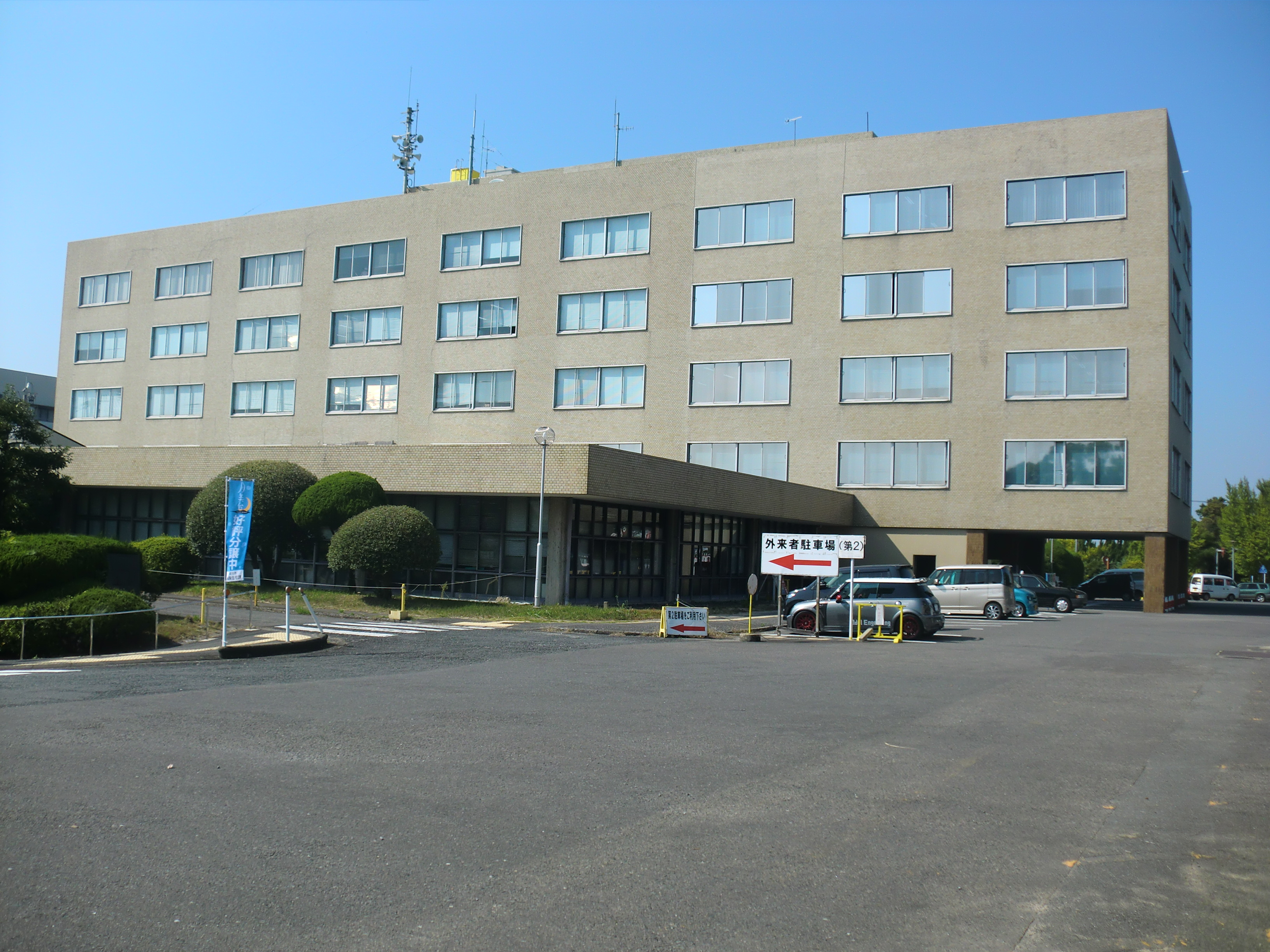
Rathaus von Tagawa

Neben dem Bergbaumuseum befindet sich der "Kohleminen-Gedächtnispark" auf dem Gelände des ehemaligen Bergwerks. Auf dem Parkgelände befinden sich die zwei Schornsteine der ehemaligen "Mitsui Tagawa Zeche". Sie wurden 1908 aus 213.000 Ziegelsteinen erbaut, von denen 180.000 aus Deutschland und die restlichen aus heimischer Produktion stammen. Des Weiteren befindet sich auf dem Gelände einer von zwei ehemaligen Fördertürmen des Bergwerks aus dem Jahr 1909.

## Feste und Veranstaltungen
Das "Fuji Hachimangu Kawatari Jinko-sai"-Festival (風治八幡宮 川渡り神幸祭), oft zu "Jinko-sai" abgekürzt, ist ein jährliches Schrein-Festival (Matsuri). Seine Geschichte reicht über 450 Jahre zurück. Es wird am dritten Wochenende im Mai zelebriert. Bei dem Festival werden zwölf dekorierte Schreine durch den Hiko-san-Fluss getragen und am "Fuji Hachimangu"-Schrein abgestellt. Am nächsten Tag werden sie auf demselben Weg wieder zurückgetragen.
Das "Tagawa Coal Mine Festival" wird jedes Jahr am ersten Novemberwochenende auf dem Gelände des "Kohleminen-Gedächtnispark" abgehalten. Highlight des zweitägigen "Matsuri" ist ein Volkstanz der von Hunderten von Teilnehmern zu dem in Japan bekannten Volkslied "Tanko-Bushi" (Bergwerk-Lied) getanzt wird.
Dreimal im Jahr (Mai, Juli und Oktober) werden sogenannte Kagura-Tänze am "Kasuga-Schrein" zu Ehren der Schrein-Gottheit veranstaltet.
Am Neujahrsmorgen findet in Tagawa seit der späten Edo-Zeit ein Puppenspiel statt, dem man nachsagt, dass es ursprünglich zur Unterhaltung der Kinder sowie zum Schutz vor Krankheiten aufgeführt wurde.

## Kulinarische Spezialitäten
"Motsu-Nabe", ein Eintopfgericht mit Schweine- und Rindinnereien ist ein beliebtes Gericht seit dem Zeitalter des Bergbaus. Eine bekannte Süßware ist Yōkan in der Farbe und Form von Kohle. Die Süßigkeit wird als "schwarzer Diamant" vermarktet, in Anlehnung an die gleichnamige Bezeichnung von Kohle in der japanischen Umgangssprache.

## Wirtschaft
Ein Unternehmen baut die natürlichen Kalksteinvorkommen in der Nähe der Stadt ab und entwickelt daraus Baumaterialien. Ein Schokoladenhersteller mit Sitz in Tokio hat seine Produktionsstätte in Tagawa.

## Bildung
Tagawa ist Sitz der Präfekturellen Universität Fukuoka, welche 1992 errichtet wurde. Sie besteht aus zwei Fakultäten, einer für Human- und Sozialwissenschaften sowie für Pflegewissenschaften. Darüber hinaus beherbergt sie eine Graduiertenschule für Human- und Sozialwissenschaften.
Tagawa verfügt über vier Oberschulen, sieben Mittelschulen und acht Grundschulen. Darüber hinaus gibt es eine kombinierte Grund- und Mittelschule. Bis April 2023 sollen die bestehenden Mittelschulen aufgelöst und zu zwei neu gegründeten Mittelschulen zusammengefasst werden.

## Verkehr
- Straßen:
  - Nationalstraßen 201,322
- Eisenbahn:
  - JR Gotoji-Linie
  - JR Hidahikoyama-Linie

## Angrenzende Städte und Gemeinden
- Iizuka
- Kama
- Kawara
- Kawasaki
- Fukuchi
- Itoda
- Ōtō

## Persönlichkeiten
- Yūta Kumamoto (* 1995), Fußballspieler